# Pestes
Pestes románul: Peștera, falu Romániában, Erdélyben, Kolozs megyében.

## Fekvése
Déstől északnyugatra fekvő település.

## Története
Pestes nevét 1467-ben említette először oklevél Pesthes néven, mely magyarul kemencét, barlangot jelent.
Pestes Csicsóvár tartozéka volt, és mivel neve először csak 1467-ben fordult elő, kétségtelenül 1405 és 1467-es évek között keletkezhetett.
A Bánffyak birtokai közé tartozott, akik mivel Mátyás király ellen fellázadtak, pártütésük miatt javaikat a király tőlük elvette és 1467-ben Szerdahelyi Imre fia Györgynek és fiainak: Kis Jánosnak és Mihálynak adományozta.
1553-ban ugyancsak Csicsóvár tartozéka volt, vajdája pedig a Somkúton lakó Marián volt.
1572-ben Báthori István birtokának írták, 1578 körül a fejedelem a hűtlenségbe esett Békés-párti Kendy Ferenc e birtokát bátyjának, Kendi Sándornak adományozta.
1616-ban pedig Bethlen Gábor adományozta Haller Zsigmondnak s nejének, Kendy Krisztinának, aki már előbb is bírta Kendy Krisztina a Kendy István révén.
1663-ban Apafy Mihály Haller Jánosnak adományozza, majd 1678-ban a hűtlenségbe esett Haller János e birtokát a kincstár elfoglalta.
1696-ban Pestes török hódoltsági falu.
1749-ben egyik birtokosa Kornis Antal, 1760-ban pedig neje Petki Anna.
1892-ben dr. Almay Ferenczné, Bónis Emma, GyarmathRóza, Pestes község, 1898-ban pedig Rogozán Nándor, Fehér István, Vancsa János és László voltak birtokosai.
A trianoni békeszerződés előtt Szolnok-Doboka vármegye Dési járásához tartozott.
1910-ben 269 lakosából 4 magyar, 265 román volt. Ebből 265 görögkatolikus, 4 izraelita volt.

## Nevezetességek
- Görögkatolikus régi fatemploma - 1740 körül épült, Szűz Mária tiszteletére, harangjai is ez időből valók.

## Források

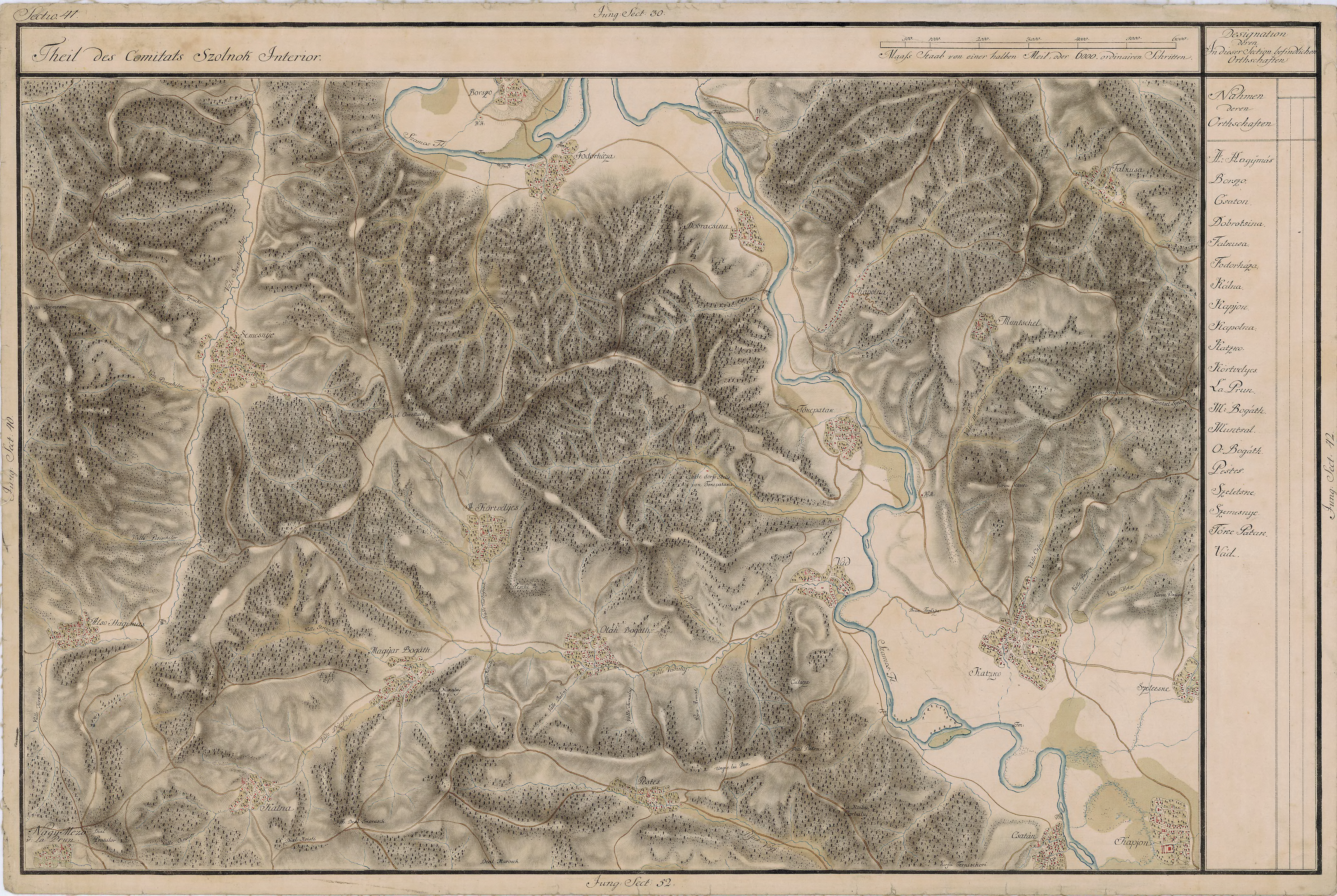
Pestes egy régi, az 1700-as évekből való térképen